# Ajax (marchio)
Ajax (nel logo: AJAX) è un marchio di prodotti per la pulizia della casa e detergenti dell'azienda statunitense Colgate-Palmolive. Oltre che negli USA, il marchio è concesso in licenza dalla Colgate-Palmolive in Canada e a Porto Rico. I prodotti Ajax sono a base di alchilbenzene solfonato, carbonato di sodio e quarzo.

## Storia
Ajax Powdered Cleanser venne introdotto nel 1947, e viene ricordato per essere uno dei primi e più importanti marchi della Colgate-Palmolive.
Nel 2005, la Colgate-Palmolive concesse in licenza i diritti statunitensi e canadesi sul marchio Ajax per i prodotti per il bucato. Nel corso della stessa trattativa, l'azienda vendette il suo business di prodotti per la casa destinati al mercato statunitense, canadese e portoricano alla Phoenix Brands.